# Vasilios Fotias
Vasilios Fotias (griechisch Βασίλειος Φωτιάς; * 10. April 1989) ist ein griechischer Fußballschiedsrichter.

## Karriere
Fotias leitet seit der Saison 2018/19 Spiele in der griechischen Super League und seit der Saison 2015/16 Spiele im griechischen Pokal Kypello Elladas.
Seit 2021 steht er auf der Liste der FIFA-Schiedsrichter und leitet internationale Fußballspiele. Seine erste Spielleitung auf diesem Parkett verzeichnete er im Juli desselben Jahres in der Qualifikation zur UEFA Europa Conference League bei der Begegnung zwischen Sfântul Gheorghe Suruceni aus Moldau und FK Partizani Tirana aus Albanien. Sein erstes A-Länderspiel folgte im September 2023 bei der Begegnung in der EM-Qualifikation zwischen den Mannschaften der Färöer und der Republik Moldaus.
In der Saison 2023/24 leitete Fotias erstmals ein Spiel in der Conference League, bisher noch keine Spiele in der Champions League, aber in der Qualifikation zu beiden Wettbewerben. Zudem pfiff er bereits Partien in der Nations League. 
Für die U-19-Fußball-Europameisterschaft 2024 in Nordirland berief ihn die UEFA ins Unparteiischenaufgebot und betraute ihn schließlich auch mit der Leitung des Endspiels zwischen Spanien und Frankreich (Endstand 2:0).

## Persönliches
Fotías studierte Elektro- und Telekommunikationstechnik an der Technischen Universität Athen und erwarb einen Master in Raumfahrttechnologie und interplanetarer Erkundung an der University of Surrey. Nach Tätigkeiten für Airbus – unter anderem wirkte er am Start des NovaSAR-S-Satelliten mit – kehrte er nach Griechenland zurück, um sich weiterhin der Schiedsrichterei zu widmen.
Fotias lebt in Pella.